# Laternaria vitalisia
Laternaria vitalisia är en insektsart som först beskrevs av William Lucas Distant 1918.  Laternaria vitalisia ingår i släktet Laternaria och familjen lyktstritar. Inga underarter finns listade i Catalogue of Life.